# Viaggio al centro della Luna
Viaggio al centro della Luna è un videogioco d'avventura punta e clicca con grafica pre-caricata, sviluppato da Kheops Studio e pubblicato da The Adventure Company per il PC nel 2005. La storia del gioco si concentra sul viaggio di un avventuriero francese verso la Luna nel XIX secolo, e sull'antica civiltà lunare che successivamente scopre.
Viaggio al centro della Luna è ispirato vagamente ai romanzi Dalla Terra alla Luna e Intorno alla Luna dello scrittore di fantascienza Jules Verne, e a I primi uomini sulla Luna di H. G. Wells. Le reazioni dei critici al gioco sono state varie. In particolare, alcuni lo hanno elogiato per l'immersione del giocatore nel look e nel tatto del XIX secolo; altri lo hanno criticato principalmente per la grafica datata e per le texture monotone.

## Trama
Michel Ardan, noto avventuriero francese, si risveglia dopo aver perso conoscenza in quella che in seguito scoprirà essere la palla di cannone diretta verso la Luna. Assieme a lui, viaggiano anche Barbicane, presidente del Gun Club, e il capitano Nicholl, un celebre ingegnere.
Ardan si ricorda che Barbicane aveva intenzione di costruire una gigantesca palla di cannone che raggiungesse una meta incredibilmente lontana, la Luna, ma Nicholl sosteneva che l'idea fosse irrealizzabile, e il presidente, furioso per l'affronto, lo sfidò a duello. Ardan, il quale si era proposto per viaggiare nella palla di cannone, li riconciliò e li invitò a partecipare con lui alla spedizione. L'avventuriero capisce che sta già viaggiando nello spazio e che a seguito dell'esplosione causata al lancio hanno tutti perso conoscenza e, credendo di essere stato il primo a riprendersi, intende svegliare gli altri, salvo poi accorgersi che sia Barbicane che Nicholl sono morti: il primo ucciso da un colpo d'arma da fuoco, il secondo avvelenato. Ardan indaga (il giocatore può scegliere se risolvere il mistero in quel preciso momento o più tardi) e scopre che Barbicane e Nicholl si sono svegliati prima di lui, e aendo scoperto che le riserve di ossigeno non sarebbero bastate per tutti e tre, hanno deciso di sacrificarsi per permettere ad Ardan di portare a termine la missione.
Ad un certo punto, però, Ardan manca la Luna e si ritrova dietro la sua faccia nascosta, verso la deriva nello spazio. Per sua fortuna, l'esplosione di un bolide modifica la traiettoria della palla di cannone, dandogli la possibilità di atterrare sul satellite, ma è costretto a liberarsi di molti oggetti che potrebbero appesantire la palla di cannone durante l'atterraggio, fra cui i cadaveri dei suoi amici; l'atterraggio riesce senza problemi, ma quando Ardan apre l'oblò posteriore per uscire, è costretto a richiuderlo, dato che la Luna è priva di atmosfera. La fortuna è però ancora dalla sua parte, perché l'aria, solidificatasi in "neve blu", si scioglie alla luce del Sole e gli dà la possibilità di esplorare liberamente la Luna. Rimane affascinato dal paesaggio che lo circonda, scopre dei nuovi ideogrammi e incontra sulla sua strada i seleniti, gli abitanti della Luna, ma a prima vista ad Ardan sembrano esseri selvaggi, forse prima intelligenti, dato che sono stati capaci di costruire una necropoli, scolpire nella pietra e tanto altro ancora. Ritrova inoltre la lastra protettiva che ricopriva l'oblò posteriore della palla di cannone, e capisce che molto probabilmente troverà gli altri oggetti gettati dal mezzo prima di atterrare. Nella necropoli, scopre con sua meraviglia che i seleniti adoravano la Terra e aspettavano la morte dopo averla vista, e scopre una tomba in cui sono presenti ossa umane. Uscito, Michel trova un ascensore che porta nelle profondità lunari, e ad aspettarlo trova dei seleniti che lo conducono in una specie di ufficio, da un altro selenita più importante, capace di capire e parlare la lingua del protagonista. Da lui apprende che lo stanno spiando da quando è arrivato, per mezzo di un insetto spia, e che la civiltà lunare viaggiava anche sulla Terra ed insegnò molto agli umani (ma loro dimenticarono chi li aveva aiutati), salvo poi stancarsi di questi viaggi, e molte altre cose. Inoltre, gli darà dei consigli per lasciare la Luna e il libero accesso ai vari piani disponibili (quando avrà il livello di intelligenza limite per avere chiavi di livello 1, 2 e 3).
Ardan può contare anche sull'aiuto di altri seleniti, ma è necessario che riesca a parlare e comprendere la loro lingua. Dal selenita capisce che gli umani che venivano sulla Luna potevano parlare con loro attraverso un flauto speciale e capire cosa dicevano attraverso una conchiglia di Belbaab. L'avventuriero trova gli oggetti necessari per poter conversare con gli altri esseri lunari e dell'insetto spia che lo segue, i quali lo aiutano. Ardan ritrova anche un vecchio apparecchio che rimette in funzione e lo usa per comunicare sulla Terra, nel caso gli servisse qualcosa (massimo fino a due oggetti) per il ritorno.
Alla fine, Ardan piazza degli esplosivi della camera di lancio, mette la lastra protettiva all'oblò, prepara i retrorazzi e prende del potassio e dell'ossigeno per il ritorno. Riesce a lasciare la Luna, ed i seleniti intendono prendere provvedimenti per evitare viaggi interspaziali. 97 ore dopo, Michel Ardan precipita nel Pacifico ove incontra il Capitano Nemo sull'Isola Misteriosa. L'avventura finisce con un messaggio che implica un finale aperto: Ardan tornerà sulla Luna con il Capitano Nemo? I seleniti prenderanno provvedimenti?

## Differenze con i romanzi
- A differenza del romanzo, Barbicane e Nicholl muoiono prima dell'inizio del gioco.
- Non ci sono i due cani del libro, Diana e Satellite, e invece del gruppo di galline c'è solo un gallo.
- Al contrario del romanzo, quando il proiettile raggiunge il punto neutro tra la gravità della Terra e della Luna, nel videogame si verifica una fuga di potassa caustica liquida dal serbatoio.
- In entrambi il proiettile viene deviato e passa dietro la Luna, ma mentre quello del libro entra in orbita finché i personaggi non usano dei razzi per farla cadere sulla Terra, quello del videogioco precipita su di essa, lungo il confine tra la faccia visibile e quella invisibile. Inoltre, nel romanzo il proiettile cade a pochi metri dalla nave Susquehanna, e quindi quasi subito recuperato, mentre nel gioco non viene avvistato, cosicché le correnti lo trascinano sull'isola misteriosa, altra creazione di Jules Verne, dove incontra il Capitano Nemo.

## Doppiaggio
| Personaggio         | Voce italiana    |
| ------------------- | ---------------- |
| Michel Ardan        | Luca Sandri      |
| Dignitario selenita | Silvano Piccardi |
| Capitano Nemo       | Silvano Piccardi |
| Voce Narrante       | Silvano Piccardi |

## Accoglienza
Sul sito web Metacritic, il gioco detiene un punteggio di 71/100.